# Rhinella exostosica
Rhinella exostosica — вид жаб родини ропухових (Bufonidae). Описаний у 2020 році.

## Поширення
Вид мешкає у відкритих низинних лісах на південному заході Амазонії в Бразилії, Перу та Болівії.

## Опис
Жаба середнього розміру, самці сягають 56,3–72,3 мм завдовжки, самиці — 63,4–84,7 мм.